# Chris Hughes (üzletember)
Chris Hughes (Hickory, 1983. november 26.) amerikai vállalkozó, Mark Zuckerberg, Dustin Moskovitz és Eduardo Saverin mellett a Facebook közösségi portál alapítója és szóvivője. Hughes a Facebook cég 1%-os tulajdonosa.
2010-ben hozta létre a Jumo nonprofit szervezetet, melynek ügyvezető igazgatója. Ennek mint közösségi hálózatnak az a célja, hogy „segítsen az embereknek rátalálni azokra az eszközökre, amelyekkel jobbá tehetik a világot”. 2010 júliusában az UNAIDS (Egyesült HIV/AIDS-ellenes ENSZ-program) egy 17 tagú, magas rangú politikusokból, üzleti vezetőkből, emberi jogi aktivistákból, sportolókból és tudósokból álló bizottságba nevezte ki, melynek feladata, hogy „olyan társadalmi és politikai megmozdulás vezetője legyen a következő évben, amely támogatásra ösztönöz a hathatós HIV-megelőző programokhoz”.

## Magánélete
Chris Hickoryban Észak-Karolinában született. Édesapja, Arlen “Ray” Hughes eladóként, édesanyja, Brenda Hughes pedig tanárként dolgozott; testvérei nincsenek. 2006-ban szerzett diplomát a Harvard Egyetemen, történelem és irodalom szakon.
Hughes nyíltan meleg, és partnerével, Sean Eldridge-dzsel együtt vett részt Obama elnök első állami díszvacsoráján 2009-ben. Hughes és Eldridge, a Freedom to Marry („A házasság szabadsága”) politikai igazgatója 2011 januárjában jelentették be eljegyzésüket a szervezetet támogató egyik fogadáson.